# Distretto di Sambú
Il distretto di Sambú è un distretto di Panama nella comarca indigena di Emberá-Wounaan con 2.286 abitanti al censimento 2010.

## Geografia antropica

### Suddivisioni amministrative
Il distretto è suddiviso in due comuni (corregimientos):
- Río Sábalo
- Jingurudó